# Chi Lạc
Chi Lạc (danh pháp khoa học: Arachis) là một chi của khoảng 70 loài thực vật có hoa sống một năm và lâu năm trong họ Đậu (Fabaceae) và có nguồn gốc từ khu vực Nam Mỹ. Ít nhất có một loài với tên gọi là lạc (Arachis hypogaea), có giá trị như một loài cây cung cung lương thực có tầm quan trọng toàn cầu; một vài loài khác được trồng với quy mô nhỏ tại Nam Mỹ.
Các loài trong chi Arachis, bao gồm cả lạc, bị ấu trùng của một số loài côn trùng thuộc bộ Cánh vẩy (Lepidoptera) phá hoại, bao gồm Ochropleura plecta, Discestra trifolii và Agrotis segetum.

## Các loài
- A. africana Burm.f.
- A. appressipila Krapov. & W. C. Greg.
- A. archeri Krapov. & W. C. Greg.
- A. batizocoi Krapov. & W. C. Greg.
- A. benensis
- A. benthamii Handro
- A. brevipetiolata Krapov. & W. C. Greg.
- A. burchellii Krapov. & W. C. Greg.
- A. burkartii Handro
- A. cardenasii Krapov. & W. C. Greg.
- A. chiquitana Krapov. & W. C. Greg.
- A. correntina (Burkart) Krapov. & W. C. Greg.
- A. cruziana
- A. cryptopotamica Krapov. & W. C. Greg.
- A. dardani Krapov. & W. C. Greg.
- A. decora
- A. diogoi Hoehne
- A. douradiana Krapov. & W. C. Greg.
- A. duranensis Krapov. & W. C. Greg.
- A. giacomettii
- A. glabrata (Lạc trường niên, Lạc tiên)
- A. glandulifera Stalker
- A. gracilis Krapov. & W. C. Greg.
- A. gregoryi
- A. guaranitica Chodat & Hassl.
- A. hatschbachii Krapov. & W. C. Greg.
- A. helodes Mart. ex Krapov. & Rigoni
- A. hermannii Krapov. & W. C. Greg.
- A. herzogii
- A. hoehnei Krapov. & W. C. Greg.
- A. hypogaea (Lạc, Đậu phụng)
- A. interrupta Valls & C. E. Simpson
- A. ipaënsis
- A. kempff-mercadoi
- A. kretschmeri Krapov. & W. C. Greg.
- A. kuhlmannii Krapov. & W. C. Greg.
- A. lignosa (Chodat & Hassl.) Krapov. & W. C. Greg.
- A. linearifolia
- A. lutescens Krapov. & Rigoni
- A. macedoi Krapov. & W. C. Greg.
- A. magna
- A. major Krapov. & W. C. Greg.
- A. marginata
- A. martii Handro
- A. matiensis
- A. microsperma
- A. monticola Krapov. & Rigoni
- A. namyquarae Hoehne
- A. oteroi Krapov. & W. C. Greg.
- A. palustris
- A. paraguariensis Chodat & Hassl.
- A. pflugeae
- A. pietrarellii Krapov. & W. C. Greg.
- A. pintoi Krapov. & W. C. Greg.
- A. praecox
- A. prostrata (Grassnut)
- A. pseudovillosa (Chodat & Hassl.) Krapov. & W. C. Greg.
- A. pusilla Benth.
- A. repens Handro
- A. retusa Krapov. & W. C. Greg.
- A. rigonii Krapov. & W. C. Greg.
- A. schininii
- A. seridoënsis
- A. setinervosa Krapov. & W. C. Greg.
- A. simpsonii Krapov. & W. C. Greg.
- A. stenophylla Krapov. & W. C. Greg.
- A. stenosperma Krapov. & W. C. Greg.
- A. subcoriacea Krapov. & W. C. Greg.
- A. sylvestris (A. Chev.) A. Chev.
- A. trinitensis Krapov. & W. C. Greg.
- A. triseminata Krapov. & W. C. Greg.
- A. tuberosa Benth.
- A. valida Krapov. & W. C. Greg.
- A. vallsii Krapov. & W. C. Greg.
- A. villosa Benth.
- A. villosulicarpa Hoehne
- A. williamsii Krapov. & W. C. Greg.